# 尤尔根·克拉姆尼
尤尔根·克拉姆尼（德語：Jürgen Kramny，1971年10月18日—）是一位德国前足球运动员及现任足球教练，曾执教于德甲俱乐部斯图加特。作为职业球员期间，他也曾先后代表斯图加特、纽伦堡及美因茨05参加过五个赛季的德甲。

## 履历
2010年7月，克拉姆尼成为斯图加特的19岁以下（U19）梯队主教练。从2010年10月13日至2010年12月12日期间，他曾在一线队以助教身份辅佐新任主教练延斯·凯勒。当凯勒被解职后，克拉姆尼又重返斯图加特的U19梯队担当主教练。
2011年7月1日，克拉姆尼接任斯图加特二队的主教练，并于2015年11月24日成为一线队的临时主教练，直至他被任命为正式主教练。他带领一线队所参加的首场比赛便以1比4不敌多特蒙德而告终。在2015年12月20日，卡拉姆尼获委任为斯图加特的全职主教练。

## 执教数据
最後更新：2016年2月13日
| 俱乐部       | 自             | 至             | 成绩 | 成绩 | 成绩 | 成绩 | 成绩  | 成绩  |
| 俱乐部       | 自             | 至             | 场   | 胜   | 平   | 负   | 胜%   | 注    |
| ------------ | -------------- | -------------- | ---- | ---- | ---- | ---- | ----- | ----- |
| 斯图加特二队 | 2011年7月1日   | 2015年11月24日 | 169  | 52   | 46   | 71   | 30.77 | [ 4 ] |
| 斯图加特     | 2015年11月24日 | 当前           | 10   | 6    | 2    | 2    | 60.00 |       |
| 总计         | 总计           | 总计           | 179  | 58   | 48   | 73   | 32.40 | —     |

## 成就
- 德国足球冠军：1992年（随斯图加特）